# Брансон, Квинта
Квинта Брансон (англ. Quinta Brunson, род. 21 декабря 1989, Филадельфия, Пенсильвания) — американская писательница, продюсер, актриса и комик. Брансон получила популярность благодаря своему самопродюсерскому сериалу в Instagram «Девушка, которая никогда не была на хорошем свидании». Она продолжала продюсировать и снимать контент для BuzzFeed Video, а также разработала два потоковых сериала с BuzzFeed Motion Pictures.
Она является творцом, исполнительным продюсером, сценаристом и звездой комедийного сериала ABC «Начальная школа Эбботт» (2021–наши дни). На 74-й церемонии вручения премии «Эмми» в прайм-тайм она стала первой чернокожей женщиной, которую трижды номинировали в категории комедий, получила номинации за: «Лучший сценарий для комедийного сериала» (которую она выиграла), «Лучший комедийный сериал» (как исполнительный продюсер) и «Лучшая исполнительница главной роли в комедийном сериале». Брансон вошла в список 100 самых влиятельных людей 2022 года.
Брансон снималась в сериалах «Я — зомби», «Одинокие родители» и «Чудотворцы».

## Молодость и образование
Брансон родилась и выросла в Западной Филадельфии. Её имя означает «пятая» на испанском языке и означает, что она младшая из пяти детей. Её мать, Норма Джин Брансон, преподавала в детском саду. Она была воспитана Свидетелями Иеговы.
Она описывала себя как «одержимую» комедиями с времён, когда она посещала Charter High School for Architecture & Design, и поддерживала свой интерес, посещая курс импровизации. На втором курсе Брансон училась Университете Темпл и в Second City в Чикаго. Вскоре после этого она бросила обучение, чтобы продолжить карьеру в комедийном кино.

## Личная жизнь
Брансон вышла замуж за менеджера по продажам Кевина Джея Аника в сентябре 2021 года.

## Награды
- 2022 — Time 100 самых влиятельных людей[13]
- 2022 — резолюция городского совета Филадельфии отмечает Брансон за создание Abbott Elementary[14]
- 2022 — The Hollywood Reporteŕs Women in Entertainment Power 100 list[15]